# スタディオヌル・ステアウア
スタディオヌル・ステアウア（Stadionul Steaua）は、ルーマニア・ブカレストにある多目的スタジアム。総合スポーツクラブのCSAステアウア・ブクレシュティがホームスタジアムとして使用している。

## 概要
このスタジアムは建設資金の提供にも手を貸したルーマニア国防省が所有し、管理・運用については委託されたCSAステアウア・ブクレシュティが担っている。
1974年から使用していた旧スタジアムを取り壊し、2021年7月7日、OFKベオグラードを招待して行われたCSAステアウア・ブクレシュティの親善試合でこけら落としとなった。試合はステアウア・ブクレシュティの選手であったボグダン・チピルリウと初ゴールを含む6-0でホームチームが大勝した。
UEFA EURO 2020では会場には選ばれなかったものの、オーストリア代表と北マケドニア代表のトレーニング場として使用された。

## ギャラリー

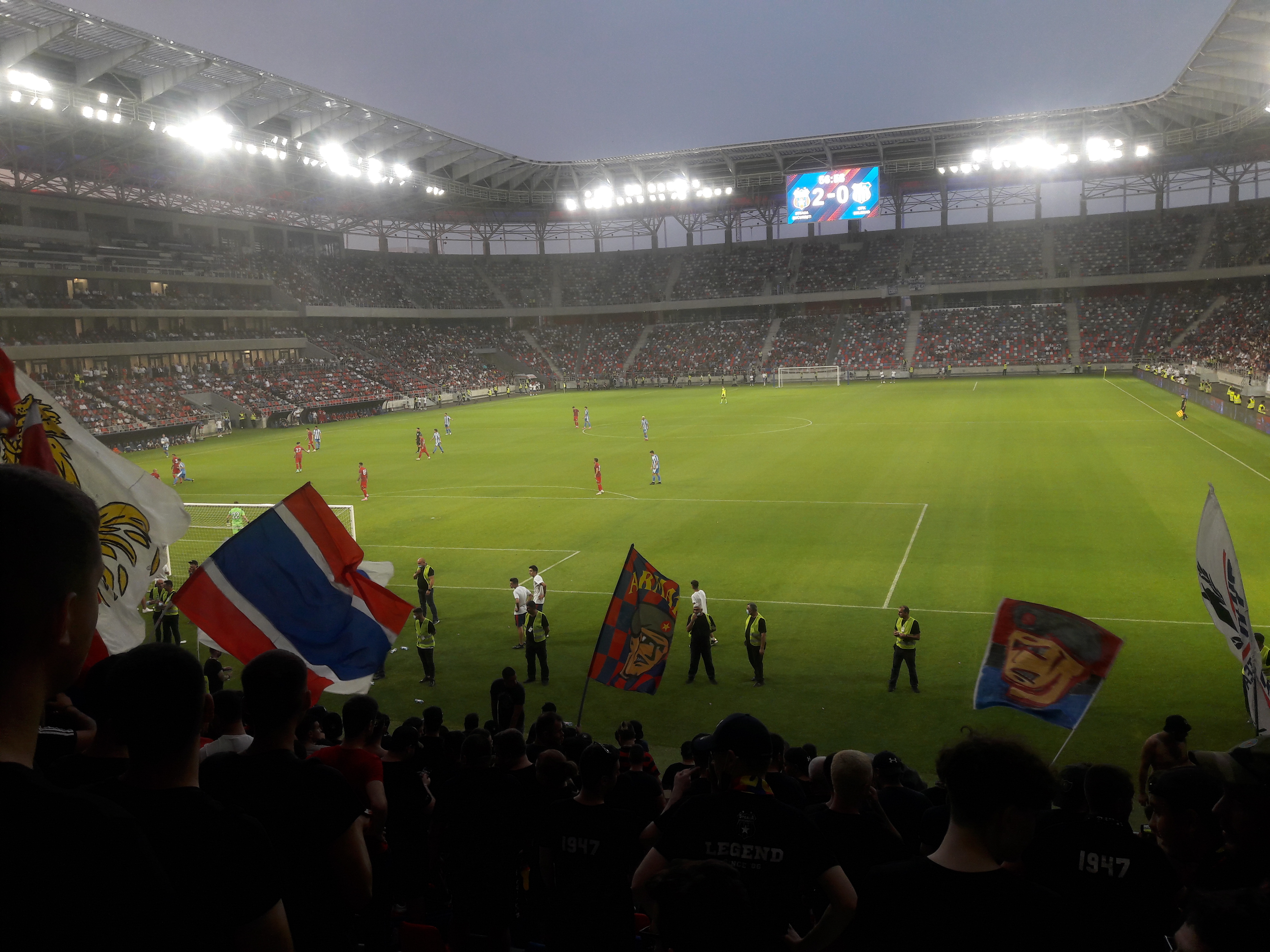
2021年の内観